# Rathnew
Rathnew (iriska: Ráth Naoi) är en ort i republiken Irland.   Den ligger i grevskapet Wicklow och provinsen Leinster, i den östra delen av landet, 40 km söder om huvudstaden Dublin. Rathnew ligger 28 meter över havet och antalet invånare är 2 964.
Terrängen runt Rathnew är platt åt sydost, men åt nordväst är den kuperad. Havet är nära Rathnew åt nordost. Runt Rathnew är det ganska tätbefolkat, med 86 invånare per kvadratkilometer. Närmaste större samhälle är Wicklow, 3,0 km sydost om Rathnew. Trakten runt Rathnew består i huvudsak av gräsmarker.